# 刘吉 (阴安公主)
阴安公主（?—?），东汉第三任皇帝章帝刘炟的女儿，名刘吉。她是刘炟的第三女，永元五年（93年），她的兄弟汉和帝刘肇册封刘吉为阴安公主，史书没有记载她的丈夫。